# Hantverksstad
Hantverksstad är ett begrepp inom Unescos program Unesco Creative Cities Network som lanserades 2004 för att främja samarbete mellan städer som använder sig av kreativitet som viktig faktor för sin stadsutveckling. 
Unesco utnämner hantverksstäder. Vid årsskiftet 2018/2019 fanns 36 hantverksstäder i 29 länder.

## Utnämnda hantverksstäder
| År | Stad                       | Land                          |
| -- | -------------------------- | ----------------------------- |
|    | Al-Hasa                    | Saudiarabien                  |
|    | Aswan                      | Egypten                       |
|    | Bamiyan                    | Afghanistan                   |
|    | Baguio City                | Filippinerna                  |
|    | Barcelos                   | Portugal                      |
|    | Carrara                    | Italien                       |
|    | Chiang Mai                 | Thailand                      |
|    | Chordeleg                  | Ecuador                       |
|    | Durán                      | Ecuador                       |
|    | Fabriano                   | Italien                       |
|    | Gabrovo                    | Bulgarien                     |
|    | Hangzhou                   | Kina                          |
|    | Icheon                     | Sydkorea                      |
|    | Isfahan                    | Iran                          |
|    | Jacmel                     | Haiti                         |
|    | Jaipur                     | Indien                        |
|    | Jingdezhen                 | Kina                          |
|    | João Pessoa                | Brasilien                     |
|    | Kairo                      | Egypten                       |
|    | Kanazawa                   | Japan                         |
|    | Kütahya                    | Turkiet                       |
|    | Limoges                    | Frankrike                     |
|    | Lubumbashi                 | Demokratiska republiken Kongo |
|    | Madaba                     | Jordanien                     |
|    | Nassau                     | Bahamas                       |
|    | Ouagadougou                | Burkina Faso                  |
|    | Paducah                    | USA                           |
|    | Pekalongan                 | Indonesien                    |
|    | Porto-Novo                 | Benin                         |
|    | San Cristóbal de los Casas | Mexiko                        |
|    | Santa Fe                   | USA                           |
|    | Sasayama                   | Japan                         |
|    | Sheki                      | Azerbajdzjan                  |
|    | Sokodé                     | Togo                          |
|    | Suzhou                     | Kina                          |
|    | Tunis                      | Tunisien                      |